# José Gallardo Moreno
José Gallardo Moreno (Loja, 1904 ? – Màlaga, 7 de gener de 1941) fou un sabater artesà i militant comunista, víctima de la repressió franquista.
Era fill d'un sindicalista, i la seva mare acollia a casa i encoratjava als joves militants, raó per la qual era coneguda com a Mare Coratge. Des de molt jove es trasllada a Màlaga amb la seva família.
De ben jove milità en el sindicalisme i en el comunisme. Des de 1925 era secretari provincial del PCE de Màlaga i el 1931 vicepresident de Ràdio Màlaga, així com membre de Socors Roig. El 1930 va participar en la Unió Regional de Sindicats Andalusos alhora que formava part dels Comitès de reconstrucció del Sindicat Únic de la Pell de la CNT, i quan aquests van ser expulsats el 1932 va organitzar un Sindicat Autònom de la Pell que després participaria en la creació de CGTU el 1932. Durant els fets d'octubre de 1934 va ser empresonat per la seva filiació comunista. I el 1935 quan es produeix l'acostament entre comunistes i socialistes, i la CGTU ingressa en la UGT, va ser escollit Secretari de la UGT de Màlaga.
A les eleccions municipals del 26 de març de 1936 fou escollit regidor de l'ajuntament de Màlaga com a representant del PCE dins les llisters del Front Popular. La seva casa era vora la caserna militar, i des d'allí vigilava els moviments dels qui provocaren el cop d'estat del 18 de juliol. Quan aquest es produí formaria part de l'Executiva Municipal amb sis membres més del PCE.
Durant la guerra va ser el comissari polític de major grau del Batalló de Milícies "Mèxic" organitzat pel PCE. Després de la caiguda de Màlaga al febrer de 1937 va marxar a Almeria, durant la trajectòria del camí van ser detinguts i afusellats la seva germana Elvira i el seu cunyat Manuel Pardo. Amb Rodrigo Lara Vallejo va participar en l'organització de la 52a Brigada Mixta de l'Exèrcit Popular de la República, del que en fou comissari polític ala diferents fronts durant tota la guerra.
Un cop acabada la Guerra Civil Espanyola se n'assabentà que la seva companya, que no tenia cap filiació política, es trobava reclosa a la Presó de Dones de Màlaga. Decidí presentar-s'hi, de manera que fou detingut i tancat a la Presó Provincial de Màlaga. Fou afusellat el 7 de gener de 1941 al cementiri de San Rafael, conegut popularment com del Batatá. En 2014 s'hi inaugurà un panteó per als assassinats pel franquisme en les tàpies del cementiri. Entre els noms hi figura José Gallardo, els seus germans Elvira i Rafael i el seu avi Manuel.